# Kasumigaura
Kasumigaura (Japans: かすみがうら市, Kasumigaura-shi) is een stad in de prefectuur Ibaraki op het eiland Honshu in Japan. De stad heeft een oppervlakte van 118,77 km² en medio 2008 ruim 44.000 inwoners. Kasumigaura ligt aan het meer van Kasumigaura.

## Geschiedenis
Op 28 maart 2005 werd Kasumigaura een stad (shi) na samenvoeging van de gemeente Kasumigaura (霞ヶ浦町, Kasumigaura-machi) met de buurgemeente Chiyoda (千代田町, Chiyoda-machi). Na de samenvoeging wordt de naam van de gemeente geschreven in hiragana.

## Verkeer
Kasumigaura ligt aan de Jōban-lijn van de East Japan Railway Company.
Kasumigaura ligt aan de Jōban-autosnelweg en aan de autowegen 6 en 354.

## Aangrenzende steden
- Ishioka
- Namegata
- Tsuchiura